# Festival à haute voix
 (mars 2025).
La mise en forme du texte ne suit pas les recommandations de Wikipédia : il faut le « wikifier ».
Les points d'amélioration suivants sont les cas les plus fréquents :
- Les titres sont pré-formatés par le logiciel. Ils ne sont ni en capitales, ni en gras.
- Le texte ne doit pas être écrit en capitales (les noms de famille non plus), ni en gras, ni en italique, ni en « petit »…
- Le gras n'est utilisé que pour surligner le titre de l'article dans l'introduction, une seule fois.
- L'italique est rarement utilisé : mots en langue étrangère, titres d'œuvres, noms de bateaux, etc.
- Les citations ne sont pas en italique mais en corps de texte normal. Elles sont entourées par des guillemets français : « et ».
- Les listes à puces sont à éviter, des paragraphes rédigés étant largement préférés. Les tableaux sont à réserver à la présentation de données structurées (résultats, etc.).
- Les appels de note de bas de page (petits chiffres en exposant, introduits par l'outil «  Source ») sont à placer entre la fin de phrase et le point final[comme ça].
- Les liens internes (vers d'autres articles de Wikipédia) sont à choisir avec parcimonie. Créez des liens vers des articles approfondissant le sujet. Les termes génériques sans rapport avec le sujet sont à éviter, ainsi que les répétitions de liens vers un même terme.
- Les liens externes sont à placer uniquement dans une section « Liens externes », à la fin de l'article. Ces liens sont à choisir avec parcimonie suivant les règles définies. Si un lien sert de source à l'article, son insertion dans le texte est à faire par les notes de bas de page.
- La présentation des références doit suivre les conventions bibliographiques. Il est recommandé d'utiliser les modèles {{Ouvrage}}, {{Chapitre}}, {{Article}}, {{Lien web}} et/ou {{Bibliographie}}. Le mode d'édition visuel peut mettre en forme automatiquement les références.
- Insérer une infobox (cadre d'informations à droite) n'est pas obligatoire pour parachever la mise en page.

Pour une aide détaillée, merci de consulter Aide:Wikification.
Si vous pensez que ces points ont été résolus, vous pouvez retirer ce bandeau et améliorer la mise en forme d'un autre article.
 (mars 2025).
Motif : notoriété sur la durée?
- Archive Wikiwix
- Bing
- Cairn
- DuckDuckGo
- E. Universalis
- Gallica
- Google
- G. Books
- G. News
- G. Scholar
- Persée
- Qwant
- (zh) Baidu
- (ru) Yandex
- (wd) trouver des œuvres sur Wikidata

| 1. | Préciser le motif de la pose du bandeau. | Précisez le motif de la pose du bandeau en utilisant la syntaxe suivante : {{admissibilité à vérifier\|date=août 2025\|motif=remplacez ce texte par le motif}}                             |
| 2. | Informer les utilisateurs concernés.     | Pensez à avertir le créateur de l'article, par exemple, en insérant le code ci-dessous sur sa page de discussion : {{subst:avertissement admissibilité à vérifier\|Festival à haute voix}} |

Le Festival à haute voix est un événement biennal de dramaturgie organisé par le Théâtre l’Escaouette à Moncton, au Nouveau-Brunswick. Depuis sa création en 2001, le festival joue un rôle essentiel dans le développement du théâtre acadien en offrant aux auteurs et autrices une plateforme pour présenter des lectures publiques de leurs œuvres inédites.

## Histoire et mission
Le festival a été lancé en 2001 par le Théâtre l’Escaouette avec pour objectif principal de soutenir la dramaturgie acadienne émergente et de favoriser l’échange entre les artistes et le public. À travers des lectures publiques, les dramaturges ont l’occasion d’entendre leurs textes interprétés par des comédiens professionnels et dirigés par des metteurs en scène, leur permettant ainsi d’affiner leur écriture en fonction des réactions et des retours du public et des professionnels du milieu théâtralis sa création, le Festival à haute voix a accueilli plusieurs auteurs acadien·nes et canadien·nes-français·es, dont Emma Haché, Mélanie Léger, Herménégilde Chiasson, Caroline Bélisle, Gabriel Robichaud et Marcel-Romain Thériault. Il a permis la mise en lecture de plus d’une centaine de textes, dont plusieurs ont ensuite été produits sur scène ou publiés.

## Édition récentes
Le Festival à haute voix, événement bisannuel, offre aux dramaturges un espace de recherche et de perfectionnement en présentant des lectures publiques de textes en développement. Chaque édition permet à des auteurs émergents et établis d’explorer leur écriture en interaction avec le public et les professionnels du théâtre.
L’édition 2025, qui s’est tenue du 31 janvier au 2 février, a poursuivi cette mission en mettant en lecture plusieurs œuvres en développement. Parmi les textes sélectionnés figuraient Soutensions d’Amber O'Reilly, Enterrement de vie de jeunes filles d’Océane Lanteigne, Comment te dire que je pars de Joe Nadeau, et Le King des goélands de Nicolas Dupuis. Ces lectures ont permis aux dramaturges d’affiner leurs textes avant une éventuelle production ou publication.
L’édition 2023 du Festival à haute voix, qui s’est déroulée du 3 au 5 février, a débuté avec la lecture de Brillance de Myriam Vaudry, marquant ainsi le lancement du festival avec une œuvre en développement. Cet événement biannuel a mis en avant des dramaturges de la Nouvelle-Écosse, notamment Yvon Aucoin et Thibault Jacquot-Paratte. Leurs textes, Pourtant, je l’aimais et Il y a des murmures dans le sol, ont été présentés sous forme de lectures publiques, offrant aux auteurs une opportunité de retravailler leurs œuvres en fonction des retours des spectateurs et des artistes présents.
L'édition 2021 du Festival à haute voix s'est tenue du 5 au 7 février 2021. Parmi les œuvres présentées, on note Les remugles ou La danse nuptiale est une langue morte de Caroline Bélisle, mise en lecture par Ludger Beaulieu, Parler Mal, de  Gabriel Robichaud et Bianca Richard, une docu-fiction théâtrale sur l'insécurité linguistique et Ornytorinques de Joanne Parent, une pièce explorant l’absurde et l’identité, qui a permis à son auteur d’expérimenter une mise en lecture dynamique avec le public.
À travers ces éditions successives, le Festival à haute voix demeure un moteur essentiel du développement de la dramaturgie acadienne, en offrant un tremplin aux auteurs et en favorisant la mise en relation entre les écrivains, les metteurs en scène, les comédiens et le public. Son caractère biannuel en fait un événement incontournable pour la scène théâtrale acadienne et francophone au Canada.

## Impact et reconnaissances
Le Festival à haute voix est reconnu pour son apport au théâtre acadien et à la dramaturgie francophone en milieu minoritaire. En facilitant la mise en lecture et le perfectionnement des textes, il contribue au renouvellement des voix théâtrales et permet aux œuvres acadiennes d’accéder à une diffusion plus large. Certains textes présentés au festival ont ensuite été produits par le Théâtre l’Escaouette ou par d’autres compagnies canadiennes.
Le festival a également favorisé la collaborations entre auteurs, metteurs en scène et institutions théâtrales, renforçant ainsi la dynamique culturelle du théâtre acadien et son rayonnement au Canada.